# Azad (rapper)
Azad Azadpour (n. 1 ianuarie 1974 în Sanandaj, Kurdistan, Iran), mai cunoscut sub numele de Azad, este un rapper german. Azad este un nume persan care înseamnă Libertate.

## Viața personală
Azad s-a născut în Kurdistan (partea dinspre Iran), fiind copilul unei familii de refugiați care locuiesc în Frankfurt, Germania. Și-a găsit casa în cultura rap, rap-ul devenind un stil de viață în aria în care a crescut. А devenit membru al grupului Asiatic Warriors care obișnuia să cânte în engleză, kurdă și germană. După ce trupa s-a destrămat, Azad s-a concentrat pe o carieră solo și a devenit unul dintre cel mai de succes rapperi din Germania.

## Discografie

### Albume
- 2001: Leben
- 2003: Faust des Nordwestens
- 2003: Warheit
- 2003: Bozz-Music Volume One
- 2004: Der Bozz
- 2005: One (cu Kool Savas)
- 2006: Game Over
- 2006: Der Bozz Remix
- 2007: Betonklassik (ca parte a formației de hip-hop Warheit)
- 2007: Blockschrift

### Mixtapes
- 2007: Azphalt Inferno

### Discuri single
| An | Titlu                                                         | Poziția în clasament | Poziția în clasament | Poziția în clasament | Album                             |
| An | Titlu                                                         | GER                  | AUT                  | SWI                  | Album                             |
| --- | ------------------------------------------------------------- | -------------------- | -------------------- | -------------------- | --------------------------------- |
| 2003 | „A”                                                           | 65                   | –                    | –                    | Faust des Nordwestens             |
| 2004 | „Phönix”1                                                     | 65                   | –                    | –                    | Der Bozz                          |
| 2005 | „Kopf hoch”2                                                  | 57                   | –                    | –                    | Der Bozz                          |
| 2005 | „Locked Up” (Akon feat. Azad)                                 | 15                   | –                    | –                    | Trouble (album de Akon)           |
| 2005 | „Signal” (J-Luv feat. Azad)                                   | 52                   | –                    | –                    | Threeshot (album de J-Luv)        |
| 2005 | „Monstershit” (cu Kool Savas)                                 | 29                   | –                    | –                    | One (cu Kool Savas)               |
| 2005 | „All 4 One” (cu Kool Savas)                                   | 4                    | 24                   | 85                   | One (cu Kool Savas)               |
| 2006 | „Guck My Man”3 (cu Kool Savas)                                | 27                   | –                    | –                    | One (cu Kool Savas)               |
| 2006 | „Alarm”                                                       | 48                   | –                    | –                    | Game Over                         |
| 2006 | „Eines Tages”4 (feat. Cassandra Steen)                        | 38                   | –                    | –                    | Game Over                         |
| 2006 | „2 Kaiser”5 (Seryoga feat. Azad)                              | 85                   | –                    | –                    | Russia's No. 1 (album de Seryoga) |
| 2007 | „Hölle auf Erden”6 (ca parte a formației de hip-hop Warheit)  | 85                   | –                    | –                    | Betonklassik (album de Warheit)   |
| 2007 | „Prison Break Anthem (Ich glaub an dich)”7 (feat. Adel Tawil) | 1                    | 13                   | 18                   | Blockschrift                      |
| Traducerile titlurilor în engleză și română: 1. „Phoenix”/„Phoenix” 1. „Cheer up!”/„Lasă supărarea” 1. „Look My Man”/„Uită-te omul meu” 1. „Someday”/„Într-o zi” 1. „2 Emperors”/„2 împărați” 1. „Hell on Earth”/„Iadul pe Pământ” 1. „Prison Break Anthem (I Believe in You)”/„Cred în tine” |                                                               |                      |                      |                      |                                   |

## Prison Break
În 2007, Azad a înregistrat un nou single, „Prison Break Anthem (Ich glaub an dich)”, împreună cu cântărețul german Adel Tawill pentru noul album Blockschrift. Cântecul a debutat pe poziția a treia în German Single Charts și a reușit să ajungă pe primul loc în a patra săptămână. Totodată, piesa reprezintă coloana sonoră a serialului de televiziune Prison Break.